# Ханамори, Юмири
Юмири Ханамори (яп. 花守 ゆみり Ханамори Юмири, род. 29 сентября 1997 года, префектура Канагава, Япония) — японская сэйю.

## Биография
Юмири Ханамори родилась 29 сентября 1997 года в префектуре Канагава. С детского сада до четвёртого года начальной школы занималась балетом, после чего до второго года средней школы играла в теннис, однако из-за травмы колена прекратила занятия спортом. Увлеклась просмотром аниме во время обучения на втором году средней школы, а её интерес к работе сэйю возник благодаря друзьям. На третьем году средней школы Ханамори по предложению подруги, с которой она играла в теннис, подала заявку (под псевдонимом Римю) на участие во второй программе пробного прослушивания голосов от компании Pony Canyon, что в итоге принесло ей поощрительный приз от членов жюри и дало возможность начать карьеру сэйю.
Свою первую главную роль Ханамори получила в полнометражном аниме-фильме Garakowa: Restore the World (2016), в котором озвучила девочку по имени Римо. 22 октября 2015 года Ханамори в составе группы сэйю и продюсеров фильма появилась на красной дорожке Международного кинофестиваля в Токио.  В аниме-сериале Anne Happy (2016) Ханамори озвучила Ан Ханакоидзуми и в составе группы Happy Clover исполнила две музыкальные темы: «Punch Mind Happiness» и «Ashita de Ii Kara». Была одной из трёх самых плодовитых (пять ролей) актрис-сэйю летнего сезона аниме 2018 года.
Первые несколько лет карьеры Ханамори была клиенткой агентства Pony Canyon Artists/Swallow. В 2017 году она перешла в агентство m&i (Makes and Imagination). 31 декабря 2022 года Ханамори покинула агентство m&i и, став независимой актрисой, в январе 2023 года открыла новое частное агентство под названием tomorrow jam.
1 ноября 2019 года стало известно, что Ханамори в результате последствий травмы колена прекратит озвучивать и выступать за персонажа Харуку Ицумуру из аниме-сериала Re:Stage!. В июле 2022 года Ханамори сдала положительный тест на COVID-19.

## Избранная фильмография

### Аниме-сериалы
2013
- Ace of Diamond — Сатико Умэмото
- Aiura — Сота Амая

2014
- Sakura Trick — Ай Кавато
- Yuki Yuna is a Hero — ученица

2015
- Ace of Diamond Second Season — Сатико Умэмото
- Etotama — Уритан[13]
- Lance N’ Masques — Саэ Игараси[14]
- The Rolling Girls — Тиая Мисоно[15]
- Yuru Yuri San Hai! — ученица

2016
- Anne Happy — Ан Ханакоидзуми/Ханако[16]
- Magical Girl Raising Project — Нэмурин[17]
- Rilu Rilu Fairilu — Лип
- Scorching Ping Pong Girls — Коёри Цумудзикадзэ[18]

2017
- Grimoire of Zero — Зеро[19]
- The Idolmaster Cinderella Girls Theater — Син Сато
- Two Car — Куросу Ито[20]
- Yuki Yuna is a Hero: The Washio Sumi Chapter — Гин Минова

2018
- Caligula — Сёнэн-долл
- Happy Sugar Life — Асахи Кобэ[21]
- Laid-Back Camp — Надэсико Кагамихара[22]
- Merc Storia: The Apathetic Boy and the Girl in a Bottle — Тото[23]
- Overlord (части II и III) — Эвилай[24]
- Seven Senses of the Re’Union — Нодзоми Кусака[25]
- «О моём перерождении в слизь» — Сидзуэ Идзава[26]
- «Радиант» — Сет[27]

2019
- Bakumatsu Crisis — Мори Раммару
- Hachigatsu no Cinderella Nine — Аканэ Укита[28]
- Kochoki — Китё[29]
- Pastel Memories — Нао Мэдзиро[30]
- Re:Stage! Dream Days♪ — Харука Ицумура
- The Hero is Overpowered but Overly Cautious — Розали Роузгард
- The Price of Smiles — Юки Солей[31]
- «Арифурэта: Сильнейший ремесленник в мире» — Сидзуку Яэгаси[32]
- «Госпожа Кагуя: В любви как на войне» — Ай Хаясака[33]
- «Истребитель демонов» — Хинаки Убуясики
- «Радиант» (второй сезон) — Сет

2020
- Darwin’s Game — Суи/Сота[34]
- Iwa-Kakeru! Sport Climbing Girls — Маруно Сато[35]
- Keep Your Hands Off Eizouken! — Домэки[36]
- Magatsu Wahrheit -Zuerst- — Шейк[37]
- One Room Third Season — Сая Орисаки[38]
- Our Last Crusade or the Rise of a New World — Рин Виспоз[39]
- Room Camp — Надэсико Кагамихара
- Smile Down the Runway — Тиюки Фудзито[40]
- Warlords of Sigrdrifa — Один (подросток)[41]
- «Акудама Драйв» — ученица отдела палачей[42]
- «Госпожа Кагуя: В любви как на войне?» — Ай Хаясака

2021
- Kageki Shojo!! — Ай Нарата[43]
- Kemono Jihen — Кон[44]
- Laid-Back Camp (второй сезон) — Надэсико Кагамихара
- Megaton Musashi — Харуки Китанэ[45]
- Mieruko-chan — Кёсукэ Ёцуя[46]
- Otherside Picnic — Сорао Камикоси[47]
- Seven Knights Revolution: Hero Successor — Леда[48]
- Shadows House — Софи[49]
- Suppose a Kid from the Last Dungeon Boonies Moved to a Starter Town — Ллойд Белладонна[50]
- The Detective Is Already Dead — Хел
- The Fruit of Evolution — Айри Сэто
- Tropical-Rouge! Pretty Cure — Санго Судзумура/Кюа Коралл[51]
- «Голубой период» — Рюдзи Аюкава[52]

2022
- Bibliophile Princess — Лилия
- Call of the Night — Акира Асаи[53]
- Date A Live IV — Нибельколь[54]
- Don’t Hurt Me, My Healer! — Рёко[55]
- Eternal Boys — Рэн Укита[56]
- Kotaro Lives Alone — Аяно Кобаяси[57]
- Smile of the Arsnotoria the Animation — Воини[58]
- The Dawn of the Witch — загадочная ведьма[59]
- Tokyo 24th Ward — Кана Сисидо[60]
- «Арифурэта: Сильнейший ремесленник в мире» (второй сезон) — Сидзуку Яэгаси
- «Госпожа Кагуя: В любви как на войне — Ультраромантика» — Ай Хаясака

2023
- Akuma-kun — Мио Кадзама[61]
- Boruto: Naruto Next Generations — Даэмон
- Handyman Saito in Another World — Лилиза[62]
- Helck — Сяруами[63]
- Hell’s Paradise: Jigokuraku — Сагири Ямада Асаэмон[64]
- Is It Wrong to Try to Pick Up Girls in a Dungeon? IV — Ализе Ловелл[65]
- My Tiny Senpai — Тинацу Хаякава[66]
- Ron Kamonohashi’s Forbidden Deductions — Винтер Мориарти[67]
- Shangri-La Frontier — Сайгер-100[68]
- The Dreaming Boy Is a Realist — Кэй Асида[69]
- The Reincarnation of the Strongest Exorcist in Another World — Сэйка Лампруж[70]
- Too Cute Crisis — Лиза Луна[71]
- Trigun Stampede — Миллионс Найвс (подросток)[72]
- Undead Girl Murder Farce — Вера[73]

2024
- Banished from the Hero’s Party, I Decided to Live a Quiet Life in the Countryside (второй сезон) — Ван[74]
- Blue Archive: The Animation — Хосино Таканаси[75]
- Hokkaido Gals Are Super Adorable! — Саюри Акино[76]
- Ishura — Лана Лунная Буря[77]
- Laid-Back Camp (третий сезон) — Надэсико Кагамихара
- Magilumiere Co. Ltd. — Хитоми Косигая[78]
- Puniru Is a Cute Slime — Элис Оканэга[79]
- Tsukimichi: Moonlit Fantasy (второй сезон) — Сиф Рембрандт[80]
- «Арифурэта: Сильнейший ремесленник в мире» (третий сезон) — Сидзуку Яэгаси[81]
- «Семь смертных грехов: Четыре всадника Апокалипсиса» (второй сезон) — Ио[82]

2025
- Cat’s Eye — Ай Кисуги[83]
- Gakko dewa Oshiete Kurenai Taisetsu na Koto — Рика[84]
- Inexpressive Kashiwada and Expressive Oota — Табути-сан[85]
- Promise of Wizard — Акира Масаки[86]
- Sorairo Utility — Идзуми Акина[87]
- The Summer Hikaru Died — Асако Ямагиси[88]
- To Your Eternity (третий сезон) — Сатору[89]
- Uma Musume: Cinderella Gray — Дикта Страйкер[90]
- With You and the Rain — Вако[91]
- «Акварион: Миф об эмоциях» — Сакко Отори[92]
- «Гачиакута» — Риё[93]

2026
- The Villainess Is Adored by the Prince of the Neighbor Kingdom — Акари[94]

### Аниме-фильмы
- 2016 — Garakowa: Restore the World — Римо[95]
- 2017 — Yuki Yuna is a Hero: Washio Sumi Chapter — Гин Минова
- 2022 — Laid-Back Camp Movie — Надэсико Кагамихара[96]
- 2022 — «Госпожа Кагуя: В любви как на войне — Первый поцелуй никогда не заканчивается» — Ай Хаясака[97]
- 2023 — Rakudai Majo: Fuka to Yami no Majo — Карен[98]

### ONA
- 2023 — Junji Ito Maniac: Japanese Tales of the Macabre — Цукико Идзумисава[99]
- 2024 — Rising Impact — Ланселот Норман[100]

### Компьютерные игры
2015
- Crusader Quest — Попо
- MapleStory — Дольфи
- Yuki Yuna is a Hero: Memory of the Forest — Гин Минова[101]

2016
- The Caligula Effect — Сёнэн-долл[102]
- The Idolmaster Cinderella Girls — Син Сато

2017
- Alternative Girls — Хина Момои
- Blue Reflection — Ако Итиносэ[103]
- Yuki Yuna is a Hero: Hanayui no Kirameki — Гин Минова

2018
- Azur Lane — HMS Matchless, HMS Musketeer
- Dragalia Lost — Фло
- Girls’ Frontline — A-91, Cx4 Storm

2019
- Arknights — Ифрит
- Ash Arms — Т-34, SBD-3 Dauntless
- Dragon: Marked for Death — ведьма (голос D)
- Epic Seven — Юфинэ
- Fire Emblem Heroes — Мерседес, Таня, Иннес (в детстве)
- Fire Emblem: Three Houses — Мерседес
- Gunvolt Chronicles: Luminous Avenger iX — Кохаку
- Our World is Ended — Татьяна Александровна Шарапова[104]

2020
- ALTDEUS: Beyond Chronos — Ноа
- Cytus 2 — NEKO#ΦωΦ
- Fate/Grand Order — Капитан Немо
- Granblue Fantasy — Ризетта
- KonoSuba: Fantastic Days — Леан
- Sangokushi Hadou — Гуань Иньпин

2021
- Blue Archive — Хосино Такахаси
- Code Geass: Genesic Re;CODE — Аркайв[105]
- Genshin Impact — Янь Фэй[106]
- Gate of Nightmares — Луиза/Хлоя
- Grandchase — Лапис
- Laid-Back Camp - Virtual - Lake Motosu — Надэсико Кагамихара
- To Aru Majutsu no Index: Imaginary Fest — Мицуари Аю

2022
- SoulWorker — Дана Опини

2023
- 404 Game Re:set — Space Harrier[107]
- Guardian Tales — Хана

2025
- The Aquarium Does Not Dance — Ретро[108]

## Награды и номинации
| Год  | Награда               | Результат  | Категория                  | Работа                                                            | Прим.   |
| ---- | --------------------- | ---------- | -------------------------- | ----------------------------------------------------------------- | ------- |
| 2021 | Anime Trending Awards | 2-е место  | Лучшая актриса озвучивания | Ай Хаясака из аниме-сериала «Госпожа Кагуя: В любви как на войне» | [ 109 ] |
| 2024 | Anime Trending Awards | 10-е место | Лучшая актриса озвучивания | Сагири Ямада Асаэмон из Hell’s Paradise: Jigokuraku               | [ 110 ] |